# Bruno Venturini
Bruno Venturini (* 26. September 1911 in Carrara; † 7. März 1991 in Lecce) war ein italienischer Fußballtorwart. 

## Karriere
Bruno Venturini kam vom Fußballverein Carrarese Calcio 1931 zum AC Florenz, konnte jedoch nur ein Spiel in der ersten Mannschaft absolvieren und hütete ein Jahr später das Tor der zweiten Mannschaft. Es folgte 1933/34 ein Jahr bei der US Lucchese Libertas, ehe er sechs Jahre lang für die AC Sampierdarenese aktiv war. Bei den Olympischen Sommerspielen 1936 hütete er das Tor der Italienischen Nationalmannschaft und gewann mit der Mannschaft die Goldmedaille. Es folgten noch weitere Stationen beim Spezia FC und bei der AC Liguria.